# Petrîkivți, Volociîsk
Petrîkivți (în ucraineană Петриківці) este localitatea de reședință a comunei Petrîkivți din raionul Volociîsk, regiunea Hmelnîțkîi, Ucraina.

## Demografie
Componența lingvistică a localității Petrîkivți
     Ucraineană (99,74%)
     Alte limbi (0,26%)
Conform recensământului din 2001, majoritatea populației localității Petrîkivți era vorbitoare de ucraineană (99,74%), existând în minoritate și vorbitori de alte limbi.